# Prepona praenestina
Prepona praenestina är en fjärilsart som beskrevs av Hans Fruhstorfer 1916. Prepona praenestina ingår i släktet Prepona och familjen praktfjärilar. Inga underarter finns listade i Catalogue of Life.